# Fairview (California)
Fairview è un census-designated place degli Stati Uniti d'America, situato nella Contea di Alameda in California.